# Kobe Grymonprez
Kobe Grymonprez (11 januari 2004) is een Belgisch basketballer.

## Carrière
Grymonprez speelde in de jeugd van Basket Midwest Izegem en BC Oostende. In 2023 maakte hij de overstap naar Kortrijk Spurs samen met drie andere jeugdspelers, hij maakte in het seizoen 2023/24 zijn debuut in de BNXT League en speelde ook voor Basket Waregem op dubbele licentie. Voor het seizoen 2024/25 werd de dubbele licentie bij Waregem verlengd.
Hij maakte in de zomer van 2025 de overstap naar tweedeklasser Avanti Brugge.